# Hugh Charles Boyle

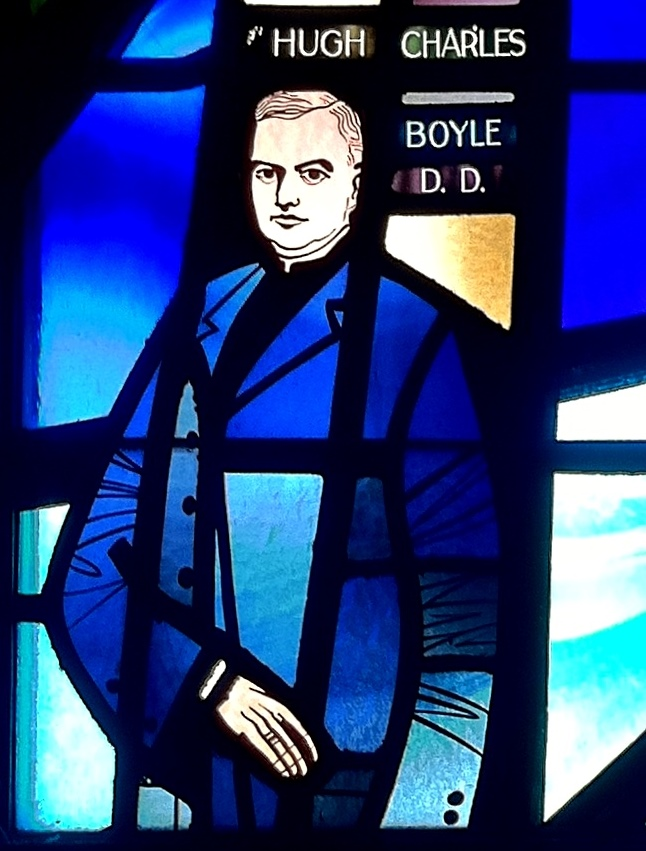
Kirchenfenster mit dem Bildnis von Bischof Hugh Charles Boyle

Bischofswappen

Hugh Charles Boyle (* 8. Oktober 1873 in Johnstown, Pennsylvania, USA; † 22. Dezember 1950 in Pittsburgh) war Bischof von Pittsburgh.

## Leben
Hugh Charles Boyle besuchte das St. Vincent College in Latrobe. Ab 1891 studierte Boyle Katholische Theologie und Philosophie am St. Vincent Seminary in Latrobe. Er empfing am 2. Juli 1898 das Sakrament der Priesterweihe.
Boyle wurde Kurat an der St. Aloysius Church in Wilmerding. 1903 wurde er Sekretär des Bischofs von Pittsburgh. Von 1916 bis 1921 war Hugh Charles Boyle Pfarrer der Pfarrei St. Mary Magdalene in Homestead.
Am 16. Juni 1921 ernannte ihn Papst Benedikt XV. zum Bischof von Pittsburgh. Der emeritierte Bischof von Pittsburgh, John Francis Regis Canevin, spendete ihm am 29. Juni desselben Jahres die Bischofsweihe; Mitkonsekratoren waren der Bischof von Harrisburg, Philip Richard McDevitt, und der Bischof von Altoona, John Joseph McCort.